# Iron Acton
Iron Acton est une paroisse civile et un village du Gloucestershire, en Angleterre.